# جورجيا سالبا
جورجيا سالبا بينا (باليونانية:Γεωργία Σάλπα; ولدت في 14 مايو 1985 في اليونان) عارضة أزياء أيرلندية .

## روابط خارجية
- جورجيا سالبا على موقع IMDb (الإنجليزية)
- جورجيا سالبا على موقع كينوبويسك (الروسية)
- georgiasalpaعلى تويتر.